# Camera dei rappresentanti della Carolina del Nord
La Camera dei rappresentanti della Carolina del Nord è, insieme al Senato, una delle due Camere dell’Assemblea generale della Carolina del Nord, l’organo legislativo dello stato. Eletta ogni due anni, questa è composta da 120 membri, guidati dallo Speaker della Camera, che assume poteri analoghi a quelli del Presidente pro tempore del Senato della Carolina del Nord.
I requisiti per essere un membro della Camera sono stabiliti nella Costituzione dello Stato, la quale dice che "ogni rappresentante, al momento dell'elezione, deve essere elettore registrato nello Stato e deve aver risieduto nel distretto per il quale è candidato per almeno tutto l'anno immediatamente precedente alla data delle elezioni." Altrove la Costituzione specifica che possono candidarsi gli elettori registrati che hanno 21 anni, a meno che non rientrino nei requisiti richiesti, e nessun eletto può negare l'esistenza di Dio, benché quest'ultima disposizione non sia più applicata, in quanto incostituzionale.
Prima della Costituzione del 1868, la Camera bassa del Parlamento era nota come Camera dei Comuni della Carolina del Nord.